# Mohit Sharma
Mohit Mahipal Sharma (Hindi मोहित महिपाल शर्मा; * 18. September 1988 in Ballabhgarh, Indien) ist ein indischer Cricketspieler, der zwischen 2013 und 2015 für die indische Nationalmannschaft spielte.

## Kindheit und Ausbildung
Sharma spielte in den Jugendmannschaften von Haryana.

## Aktive Karriere
Sharma gab sein First-Class-Debüt für Haryana im Dezember 2011. In der Ranji Trophy 2012/13 konnte er als einer der beste Bowler der Saison überzeugen. Nachdem er auch in der Indian Premier League 2013 für die Chennai Super Kings überzeugen konnte, wurde er von den Selektoren für die Nationalmannschaft nominiert. Sein ODI-Debüt folgte im August 2013 in Simbabwe, wobei er in seinem ersten Spiel nach 2 Wickets für 26 Runs als Spieler des Spiels ausgezeichnet wurde. Daraufhin wurde er für den ICC World Twenty20 2014 nominiert, wo er gegen Australien sein Twenty20-Debüt gab. Er erreiche mit dem Team das Finale, wo man gegen Sri Lanka unterlag. Im Juni 2014 erzielte er in den ODIs in Bangladesch vier Wickets (4/22). Im Oktober verletzte er sich und musste mehrere Wochen aussetzen. Er fand auch einen Platz im Kader für den Cricket World Cup 2015, wo er gegen Simbabwe drei Wickets (3/48) erzielte. Im weiteren Turnierverlauf erreichte man das Halbfinale, wo man an Australien scheiterte. Im Oktober 2015 spielte er seine letzte Tour für das Nationalteam gegen Südafrika und wurde daraufhin nicht mehr nominiert. In den folgenden Jahren spielte er für Kings XI Punjab und Delhi Capitals in der Indian Premier League und kehrte nach einem Jahr, in dem er nicht von einem Franchise verpflichtet wurde, für die Gujarat Titans zurück.